# Moragco
Moragco är en ort i Mexiko.   Den ligger i kommunen Zacapoaxtla och delstaten Puebla, i den sydöstra delen av landet, 170 km öster om huvudstaden Mexico City. Moragco ligger 1 492 meter över havet och antalet invånare är 236.
Terrängen runt Moragco är kuperad åt sydost, men åt nordväst är den bergig. Runt Moragco är det ganska tätbefolkat, med 129 invånare per kvadratkilometer. Närmaste större samhälle är Zaragoza, 17,5 km söder om Moragco. Omgivningarna runt Moragco är en mosaik av jordbruksmark och naturlig växtlighet.